# Куляче
Куляче (на сръбски: Куљаче) е село в Черна гора, разположено в община Будва. Намира се на 752 метра надморска височина. Населението му според преброяването през 2011 г. е 23 души, от тях: 23 (100 %) сърби.

## Население
Численост на населението според преброяванията през годините:
- 1948 – 65 души
- 1953 – 79 души
- 1961 – 55 души
- 1971 – 14 души
- 1981 – 3 души
- 1991 – 7 души
- 2003 – 13 души
- 2011 – 23 души